# Ингви и Альв
Ингви и Альв (исл. Yngve och Alf) — легендарные братья-конунги из династии Инглингов, персонажи «Круга земного» Снорри Стурлусона.

## В средневековых источниках
Согласно «Саге об Инглингах», Ингви и Альв были сыновьями Альрека и стали конунгами Уппсалы после того, как их отец и дядя Эйрик убили друг друга с помощью конских удил. Ингви и Альв тоже стали братьями-соперниками. Их вражда началась из-за жены Альва Беры, которая была красивой женщиной и «любила повеселиться», а её муж был молчалив и суров, сидел дома и рано ложился спать. В противоположность брату Ингви был весельчаком, щедрым, отважным и часто ходившим в походы. Бера часто проводила вечера со своим деверем и говорила мужу, «что счастлива была бы женщина, чьим мужем был бы Ингви, а не Альв».

Однажды вечером Альв вошел в палату в то время, когда Бера и Ингви сидели на почетной скамье и беседовали друг с другом. У Ингви на коленях лежал меч. Люди были очень пьяны и не заметили, как вошел Альв. Он подошел к почетной скамье, выхватил из-под плаща меч и пронзил им Ингви, своего брата. Тот вскочил, взмахнул своим мечом и зарубил Альва. Оба упали мертвые на пол.
— Сага об Инглингах XXI.
У Альва был сын Хуглейк, ставший конунгом после гибели отца и дяди. У Ингви было двое сыновей — Ёрунд и Эйрик, бывшие тогда ещё детьми.
Саксон Грамматик называет Альва (Alverus) отцом Ингви (Ing) и Ингьяльда Коварного.

## Мнения учёных
Основной сохранившийся источник, рассказывающий об Ингви и Альве, — «Круг земной» Снорри Стурлусона, сборник саг, составленный в XIII веке. Письменная традиция о ранних Инглингах возникла не раньше XII века, а потому она крайне ненадёжна. По выражению исследовательницы Гвинн Джонс, это скорее «мир легенд и сказок», чем мир истории.
Шведский археолог Биргер Нерман на основании археологических и других данных предложил датировать гибель Ингви и Альва первой половиной V века.